# Super Saver (häst)
Super Saver, född 18 mars 2007, är ett amerikanskfött engelskt fullblod, mest känd för att ha segrat i Kentucky Derby (2010).

## Karriär
Super Saver innehar löpningsrekordet för Kentucky Jockey Club Stakes, på tiden 1:42,83. Tidigare löpningsrekord var på tiden 1:43,14, och slogs av Captain Steve 1999.
Tillsammans med Super Saver tog jockeyn Calvin Borel sin tredje Derbyseger under en fyraårsperiod. Detta var första gången tränaren Todd Pletcher segrade i Derbyt. Super Saver startade sedan som favoritspelad i Preakness Stakes (2010), men underpresterade, och slutade på åttonde plats. Han startade sedan i Haskell Invitational, där han återigen unterpresterade. Efter löpet gjordes en fullständig veterinärundersökning på honom, som visade att han hade blåmärken och inflammation i alla fyra kanonbenen.

## Som avelshingst
Super Saver avslutade sin tävlingskarriär i oktober 2010, för att vara verksam som avelshingst på WinStar Farm i Versailles, Kentucky för 2011 års avelssäsong.